# Caterham (automobilka)
Caterham Cars je britská automobilka pocházející z města Surrey v Anglii. Vyrábí vůz Caterham 7 jako retro k legendárnímu Lotusu Seven. V roce 2011 byl odkoupen Tonym Fernandesem a jeho společností Tune Group.

## Motorsport

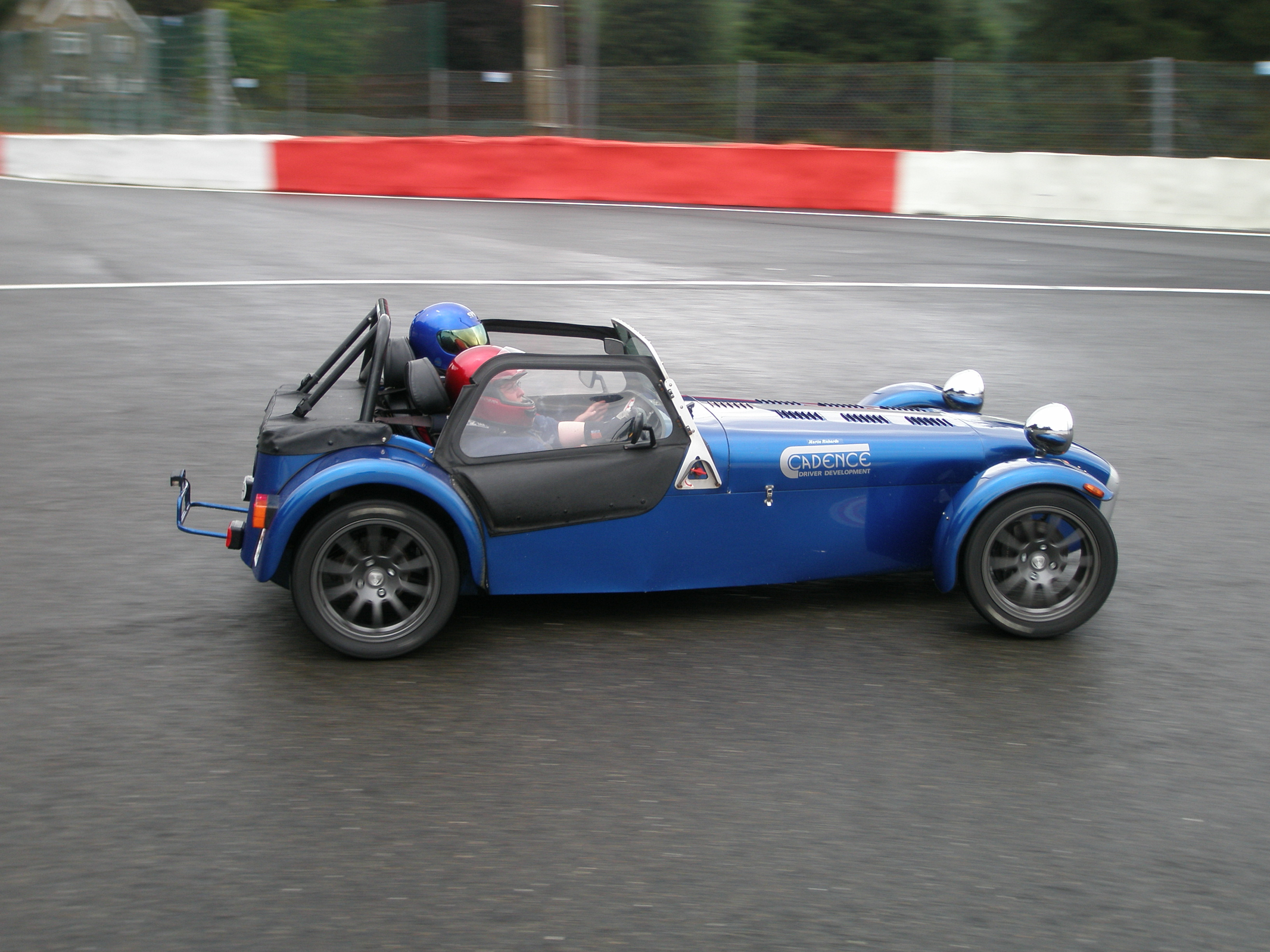
Caterham 7

### Formule 1
Tým debutoval v roce 2010 ve Formuli 1 pod názvem Lotus Racing, následně se pro další sezónu přejmenoval na Team Lotus. O rok později, mimo jiné i z důvodu sporu o jméno Lotus s týmem Lotus F1, došlo ke kompletní změně a tým nastoupil pod jménem Caterham F1 Team.

### GP2 Series
Tým debutoval v roce 2010 pod názvem Team AirAsia, po odkoupení automobilky Caterham se přejmenoval na Caterham Racing.